# Теизм
Теи́зм (др.-греч. Θεός — бог) — в широком смысле теизм — вера в существование бога или богов; в узком смысле теизм — религиозно-философское мировоззрение, утверждающее: монотеистический Бог существует; он создал мир, и он продолжает в нём свою активность.

## Общая характеристика
К теизму традиционно относят такие вероучения, как иудаизм, христианство и ислам. Впервые термин «теизм» употребил Ральф Кедворт в работе «Истинная интеллектуальная система универсума».
Теизм в широком смысле включает в себя монотеизм, политеизм, пантеизм и деизм. Теизм в узком смысле, в отличие от деизма, полагает, что Бог не только является творцом мира, но и принимает непосредственное или опосредованное участие в его управлении. Отсюда представление о божественном провидении. От пантеизма отличается признанием личности Бога и отдельности от мира.
Главным мотивом, послужившим к развитию теизма, стало его противопоставление пантеистическим воззрениям Шеллинга и Гегеля. Главнейшими представителями теизма Э. Л. Радлов в Энциклопедии Брокгауза и Ефрона называет Фихте-младшего, Ульрици, Вирта, Вейсе, Халибеуса, Шварца, Каррьера и Цейзинга.
В философии по отношению к теизму позиция «незнания» называется агностицизмом, отсутствие теистической веры — атеизмом (от греч. άθεος, безбожный), отрицание — антитеизмом.
В индийской философии в число ортодоксальных учений (признающих авторитет Вед и называемых «астика») входят как теистические, так и атеистические школы. К неортодоксальным («настика») относятся только атеистические школы.

## Сущность теизма
Сущность теизма определена Фихте младшим следующим образом: «Под теизмом мы разумеем общую мысль, что абсолютное начало, как бы оно ни мыслилось, всё-таки не должно быть представляемо в форме слепой, бессознательной силы; поэтому оно не может быть подведено под категорию общей субстанции или отвлечённого, безличного разума, но непременно должно быть мыслимо как личное, само в себе сущее бытие, для обозначения коего человек не имеет другого выражения и аналогии, как безусловное сознание. Из этого понятия абсолютного духа по необходимости вытекает, что мировой порядок столь же мало допускает идею возникновения из случая, как и идею безусловной необходимости. Единственное соответствующее мировому порядку понятие — внутренняя целесообразность… Этот результат эмпирического миропонимания заставляет философское мышление составить понятие безусловной основы, полагающей цели, для характеристики которой у человека нет иных слов кроме совершенного мышления и воли, определяемой благом».
Отсюда ясно, что теизм покоится на допущении возможности познания Бога; его последователям необходимо показать ложность результатов критической философии, поскольку она не допускает познание трансцендентного, и, с другой стороны, указать источник действительного познания Бога. Многие теисты склонны видеть такой источник познания в чувстве; в этом они сходятся с неоплатониками, утверждавшими непознаваемость Бога для разума, но допускавшими возможность иного познания, мистического, то есть непосредственного созерцания сверхчувственного. Однако теист может стоять и за рациональное познание Бога, как это делал, например, ведущий представитель русской духовно-академической философии В. Кудрявцев-Платонов. Теистическое направление мысли не представляется законченным; определение гносеологического его значения есть дело будущего.